# Collix lasiospila
Collix lasiospila là một loài bướm đêm trong họ Geometridae.